# هاري بوتر والأمير الهجين (فلم)
هاري بوتر والأمير الهجين (بالإنجليزية: Harry Potter and the Half-Blood Prince) هو فلم مغامرة خيالية المقتبس عن الرواية التي هي بنفس الاسم من نفس سلسلة هاري بوتر المشهورة للكاتبة ج. ك. رولينج. هذا الفلم من إخراج ديفيد ياتس، وإنتاج ديفيد هيمان وديفيد بارون، وتوزيع شركة وارنر برذرز.
تصوير الفلم بدأ في 24 سبتمبر 2007، والفلم كان مقرر إطلاقة في أمريكا الشمالية والمملكة المتحدة في نوفمبر 21، ولكن تم تأجيلة إلى 15 يوليو 2009.
العرض الأول لفلم هاري بوتر والامير الهجين كان في لندن في 7 يوليو 2009، وتم إصداره في 15 يوليو في جميع دور العرض. حقق الفلم نجاحًا تجاريًا كبيرًا، حيث حطم الرقم القياسي لأكبر إيرادات في يوم واحد على مستوى العالم. في خمسة أيام حقق الفلم 394 مليون دولار ، ليحطم الرقم القياسي لأعلى خمسة أيام في جميع أنحاء العالم. وبإجمالي إيرادات قدرها 934 مليون دولار ، أصبح الفلم الثامن من حيث أعلى الأرباح على الإطلاق على مدار السنة وثاني أكبر فلم في عام 2009 (خلف أفاتار). هذا هو خامس أعلى الأفلام ربحا في السلسلة.
حصل الفلم على آراء إيجابية، مع مدح إخراج ييتس ، والتصوير السينمائي، والموسيقي الخاصة بالفلم، والقصة «العاطفية». تم ترشيح الفلم في حفل توزيع جوائز الأوسكار الثاني والثمانين لأفضل فلم سينمائي وجوائز أكاديمية السينما البريطانية الثالثة والستين لأفضل مؤثرات بصرية خاصة وأفضل تصميم للإنتاج.

## خلاصة الحبكة
تُصبح الحرب علنية، وتطبع المجتمع السحري بطابع الموت والرعب، فأكلة الموت يعيثون فساداً في كل أنحاء المجتمع السحري، وحوادث الموت والتعذيب، والاختفاء تملأ الصحف وأحاديث الناس، كما يغشى الخداع الناس. ولا يسلم المجتمع العامي من هذا الخراب، فيتعرض لأعاصير وانهيارات وحوادث قتل وتحكم، يحسبها العامة ظواهر طبيعية بينما هي من فعل أكلة الموت خصوصاً. يمتلئ الكتاب بالتواريخ الفاجعة، والتحولات، وفيه يظهر الأمير ذي الدم الخليط ويُقتل دمبلدور في صدمة مُفاجئة. يمتلئ الكتاب بالأحداث الساحرة، والمذهلة، ويغوص في التاريخ، كما يكشف لمحات أكبر عن تواريخ بعض الشخصيات، ويقع الكثيرون في الحب. في هذا الكتاب، يستعد هاري بوتر للمواجهة الكبرى في الجزء السابع.الأحداث تبدأ من بيت سيفروس سنيب على غير العادة حيث يقيم قسم لا يحنث مع نارسيسيا مالفوي على أن يحمي ابنها دراكو في مهمته التي كلفه بها اللورد فولدمورت ويوافق سناب على هذا ويقيم عهدا لا يحنث به معها وتتجه الأحداث من جديد للنزل 4 شارع برايفيت درايف حيث يصل دمبلدور بنفسه إلى بيت ال درسلي وياخذ هاري معه إلى الجحر وقبل ذلك يمر على هوراس سلوغهورن لإقناعه بالعودة للتدريس، يصل هاري للجحر حيث يجد ال ويزلي بالإضافة إلى فلورا ديلاكور التي قررت هي وبيل ويزلي الزواج ولكن لم يكن أحد يرحب بهذا الزواج خصوصا السيدة ويزلي وجيني التي دعونها باللزجة نظرا لطريقتها بالكلام، يخيم موت سيريوس بلاك على اقامة هاري بالجحر وبعد ذلك تبدأ الرحلة إلى هوغوورتس بعد زيارة محل ويزلي للخدع السحرية بحارة دياغون وحالة الرعب التي تخيم على المجتمع السحري وأثناء تواجدهم للتسوق لحق هاري بدراكو مالفوي إلى حارة نكتورين وشاهده يهدد أحد أصحاب المتاجر «بورجين» باحد الأشياء وعندها ظن هاري أنها علامة الظلام. عاد الكل إلى هوغوورتس وأثناء رحلتهم بالقطار دخل هاري إلى غرفة سليذرين تحت عباءة الإخفاء ولكن مالفوي كشفه وجمده باقي الرحلة دون أن يعلم أحد إلى أن عثرت لونا لوفجود عليه بعد نزول الجميع من القطار ويسعى هارى لكشف ما يدبره مالفوى طوال العام ولكن عندما يذهب هاري ودمبلدور لتدمير الهوركروكس ويرهق دمبلدور للمواجهة مع مالفوي فيوجه مالفوي العصا عليه ولكن ينزل سنيب عصا مالفوي ويقتله بنفسه ويحاول هاري قتل سنيب ولكن يكتشف أن سنيب هو الأمير ذو الدم الخليط الأمر
الذي أدى إلى لحظة ضعف لهاري والذي بدوره ادى هرب سنيب في نهاية الفلم يقرر هاري تدمير الهوركروكس مع رون وهيرموني

## الفلم
يبدأ الفلم بصرخات «لقد قتلت سيرياس بلاك»، وبعده ذكرى من فلم جماعة العنقاء، بعد معركة قسم الألغاز وهروب فولدمورت حيث يغادر الوزارة مع دمبلدور والمصورن يصورونهم. . وفي لندن، أكله الموت يشيعون خرابا ويدمرون ويكسرون الجسور
ثم هاري بوتر جالس في إحدى مقاهي العامة يقرأ صحيفة المتنبئ اليومي ثم ينظر لسكة القطار بالخارج فيرى دمبلدور واقف في الخارج فيصل له وينتقلان بطريقة إلى منزل هورس سلوغهورن ويدعوه دمبلدور ليدرس في هوغورتس، ثم ينتقل هاري إلى بيت آل ويزلي ويلتقي برون وهيرموني وجيني والآخرون سيفروس سناب يقسم مع نارسيسا مالفوي أم دراكو مالفوي بوجود اختها بيلاتريكس لسترانج، لكي يقوم برعاية دراكو مالفوي طوال عامة السادس في هوغورتس ويقوم بالمهمة التي اوكله فولدمورت أو أن يقوم بها بدلا منه ينتقل هاري ورون وهيرموني إلى محل فريد وجورج الجديد للخدع السحرية ثم يخرجان ويرون دراكو مالفوي ووالدته ينتقلان لإحدى المحلات، ولا يستطيعون أن يعرفو مالذي أرادوه، وبعد بقائهم في قطار هوغورتس السريع يرتدي هاري عبائته السحرية ويختفي وينتقل لمقطورة سيليذرين ويكتشف مالفوي أمرة ثم يجمده تحت العبائة فتجده لونا لوفجود.
ينتقل هاري ورون وهيرمون لأخذ دروس من هورس سلوغهورن ويحصل هاري على كتاب يخص الأمير الهجين ويقوم بالوصفة السحرية بمساعده الكتاب على أكمل وجه يجتمع هاري مع دمبلدور ويامره بأن يقرب الصلة بالبروفيسور هورس سلوغهورن لأنهم سيحتاجون لذاكرة منه فيما بعد، ويتمكن هاري من رؤية ذاكرة دمبلدور مع توم ريدل ذو ال 11 عاما، يبقى هاري مع آل ويزلي في المنزل في ليلة الميلاد ولكن أكله الموت يحرقون المنزل ويهربون، يعود هاري إلى هوغورتس ويلتقي بدمبلدور مجددا ويريه ذاكره أخرى، إنها تحص توم ريدل وعمر 16 سنة، تعود الذاكرة لهوروس سلوغهورن ومعه توم ريدل يسأله عن سحر أسود خطير، ولكن الذاكرة تبدو ملفقة ونزع منها بعض الأشياء، يعود هاري ويتقرب من هوروس سلوغهورن للحصول على الذاكرة كامله ولكن البروفسور لا يريد، رون يشرب شراب مسحور وكاد أن يقتله فينقذه هاري وينتقل لجناح المستشفى يتبع هاري داركو إلى الحمامات ويتبارز معه ويستخدم تعويذة أصابت دراكو بجروح خطيرة، فيأتي سناب ويساعده ويبرئ الجروح التي أصابت دراكو، التعويذة أخذها هاري من الكتاب الخاص بالأمير الهجين فيذهب هاري مع جيني ويزلي للتخلص من الكتاب.
يشرب هاري «الحظ السائل» للحصول على الذاكرة الكاملة، وينتقل لكوخ هاغريد ويصادف هوريس سلوغهورن في طريقة وينتقل معه ليجدان هاغريد يودع العنكبوت الخاص به ارغواغ، يمضيان ليلة في كوخ هاغريد يتحدث هاغريد مع هوراس عن الماضي، ثم يحصل هاري على الذاكرة الخاصة بهوريس بعد أن يخبره عن تضحيات امه وينتقل إلى دمبلدور ليريه الذاكرة الذاكرة تحتوي على أن توم ريدل يقوم بسؤال هوروس سلوغهورن عن الهوركروكس فيجيبه الأخير أنها طريقة لتقسيم الروح بقتل أشخاص آخرين وحفظ الروح المقسمة في شيء ما، وسال توم ريدل عن الرقم سبعة وأنه الرقم الإسطوري.. يعودان إلى مكتب دمبلدور، ويستغرب دمبلدور الأمر، ويتكلم إنهما حطما مذكرة توم ريدل في عام هاري بوتر الثاني، وأن الباس قام بتدمير خاتم مارفولو غاونت.
ينتقل دمبلدور مع هاري بوتر إلى كهف يعتقد دمبلدور إنه يحتوي على قلادة سيليذرين وأن فولدمورت جعلها هوركروكس له، فيدخلان بعد أن ضحى دمبلدور بدم من يده، ودخلا إلى الداخل ليجدان القلادة مخفية تحت ماء يقوم دمبلدور بشربه، ويؤدي إلى ألم لا يطاق.. ويقنعه هاري بشرب الباقي تنفيذا لأوامرة. ينتقل هاري ودمبلدور إلى هوغورتس، بعد أن دخلو إليها أكله الموت وينتقل هاري لمناداة الاسناذ سناب، ولكن دراكو يريد قتل دمبلدور ولكنه لا يستطيع فيقوم سناب بإلقاء تعويذة القتل عندما جاء العديد من اكله الموت، أفادا كدافرا، قالها سناب على دمبلدور، ومات دمبلدور.

## طاقم الفلم
دانيال رادكليف في دور هاري بوتر، وهو يتيم، مشهور بسبب أنه نجا من محاولة قتل على يد الساحر المظلم لورد فولدمورت عندما كان رضيعا، لكن نجح فولدمورت في قتل أبويه، وهو طالب في مدرسة هوجورتس للسحر.
روبرت جرينت في دور رون ويزلي، أفضل صديق لهاري في هوجورتس.
إيما واتسون في دور هيرميون جرانجر، وصديقة هاري المفضلة.
توم فيلتون في دريكو مالفوي، عدو الثلاثي.
روبي كالترون في دور ريبوس هاجريد، وهو نصف عملاق وحارس في هوجورتس.
ريتشارد غريفيث في دور فيرنون دورسلي، عم هاري (غير السحري).
مايكل جامبون في دور ألباس دمبلدور، مدير مدرسة هوجوورتس وأحد أعظم السحرة في هذا العصر.
ديفيد ثيوليس كما ريمس لوبين.
جون هورت في دور اوليفاندر، صاحب محل اوليفاندرز، وهو صانع للعصي السحرية الذي يحظى بتقدير كبير.
آلان ريكمان مثل سيفيروس سناب، رئيس منزل سليذرين.
إيما طومسون في دور سايبيل تريلاوني.
فيونا شو في دور عمة هاري.
ماجي سميث في دور مينيرفا ماكغوناجال، نائبة مديرة المدرسة، رئيسة منزل جريفندور ومدرّسة التحول في هوجورتس.
جولي والترز كما مولي ويزلي، أم رون.
جايسون إيزاكس كما لوسيوس مالفوي

## وصلات خارجية
- هاري بوتر والأمير الهجين على موقع IMDb (الإنجليزية)
- هاري بوتر والأمير الهجين على موقع ميتاكريتيك (الإنجليزية)
- هاري بوتر والأمير الهجين على موقع روتن توميتوز (الإنجليزية)
- هاري بوتر والأمير الهجين على موقع نتفليكس (الإنجليزية)
- هاري بوتر والأمير الهجين على موقع قاعدة بيانات الأفلام العربية
- هاري بوتر والأمير الهجين على موقع ألو سيني (الفرنسية)
- هاري بوتر والأمير الهجين على موقع Turner Classic Movies (الإنجليزية)
- هاري بوتر والأمير الهجين على موقع أول موفي (الإنجليزية)
- هاري بوتر والأمير الهجين على موقع بوكس أوفيس موجو (الإنجليزية)
- هاري بوتر والأمير الهجين على موقع فيلمافينيتي (الإسبانية)
- الموقع الرسمي للفلم
- صفحة الفلم على موقع قاعدة بيانات الأفلام على الإنترنت
- إعلان الفيلم على يوتيوب